# Escallonia bifida
Escallonia bifida là một loài thực vật nhỏ trong họ Escalloniaceae. Chúng thường xuất hiện ở Brazil và Uruguay.